# Morristown (Minnesota)
Morristown is een plaats (city) in de Amerikaanse staat Minnesota, en valt bestuurlijk gezien onder Rice County.

## Demografie
Bij de volkstelling in 2000 werd het aantal inwoners vastgesteld op 981.
In 2006 is het aantal inwoners door het United States Census Bureau geschat op 1051, een stijging van 70 (7.1%).

## Geografie
Volgens het United States Census Bureau beslaat de plaats een oppervlakte van
2,3 km², waarvan 2,2 km² land en 0,1 km² water. Morristown ligt op ongeveer 306 m boven zeeniveau.

## Plaatsen in de nabije omgeving
De onderstaande figuur toont nabijgelegen plaatsen in een straal van 20 km rond Morristown.